# Vodnjak štirih rek, Bernini
Vodnjak štirih rek (italijansko Fontana dei Quattro Fiumi) je vodnjak ali vodna fontana na trgu Piazza Navona v Rimu v Italiji. Izdelal ga je med letoma 1648 - 1655 Gian Lorenzo Bernini za papeža Inocenca X., čigar družinska palača Palazzo Pamphilj stoji ob trgu, prav tako cerkev Sant'Agnese in Agone, katere sponzor je bil Inocenc X..
Podstavek vodnjaka je bazen, iz središča katerega se dvigajo skale iz travertina, v katerih je več vdolbin. Iz dveh prijata k vodi lev in povodni konj. Na skalah sedijo postave (delo Berninijevih učencev), štirje rečni bogovi, nad njimi pa je kopija egipčanskega obeliska, ki je nadgrajen z emblemom družine Pamphili, golob z oljčno vejico. Skupaj predstavljajo štiri glavne reke štirih celin, skozi katere se je razširila papeška oblast: Nil, ki predstavlja Afriko je prikazan z levom in palmo, Donava, ki predstavlja Evropo s konjem in delfinom, Ganges, ki predstavlja Azijo z zmajem in pravljico in Río de la Plata, ki predstavlja Ameriko s črncem in kaktusom.

## Oblikovanje
Berninijevo oblikovanje je bilo izbrano na natečaju. Okoliščine njegove zmage so opisane v filmu Življenje Cavaliera Berninija (1682) Filipa Baldinuccija:
Tako močan je bil zlovešč vpliv Berninijevih nasprotnikov na misel Inocenca, da je, ko je nameraval postaviti na trgu Piazza Navona veliki obelisk, ki ga je v Rim prinesel cesar Karakala, ki je bil dolgo časa pokopan v Capo di Bove, za okras veličastnega vodnjaka, je papež naročil modele vodilnim rimskim arhitektom brez naročila Berniniju. Princ Niccolò Ludovisi, čigar žena je bila papeževa nečakinja, je prepričala Berninija, naj vseeno pripravi model in poskrbi, da ga bodo na skrivaj namestili v sobo v Palazzo Pamphilj, ki jo je moral prečkati papež. Ko je bil obrok končan, je videl tako plemenito stvaritev in se skoraj v ekstazi ustavil. Ker je bil princ najstrožje presoje in najvišjih idej, je po občudovanju rekel: »To je zvijača ... Berninija bo treba zaposliti kljub tistim, ki si tega ne želijo, kajti tisti, ki ne želi uporabiti Berninijevih modelov, mora paziti, da jih ne vidim«. 
Javni vodnjaki v Rimu so služili več namenom: prvič, bili so zelo potrebni viri vode za prebivalce v stoletjih pred domačo vodovodno instalacijo. Drugič, bili so spomeniki papeškim zavetnikom. Zgodnejši Berninijevi vodnjaki so bili Tritonov vodnjak (Fontana del Tritone) na trgu Piazza Barberini, Fontana del Moro na južnem koncu trga Piazza Navona, postavljen v času papeštva Barberinija, ter Neptun in Triton za vilo Peretti Montalto, katerega kip danes prebiva v Victoria and Albert Museum v Londonu.
Vsaka stran vodnjaka ima živali in rastline, ki omogočajo identifikacijo, vsaka nosi s seboj določeno število alegorij in metafor. Ganges ima dolgo veslo, ki predstavlja plovnost reke. Glava Nila je odeta z ohlapnim kosom tkanine, kar pomeni, da takrat nihče ni natančno vedel, kje je izvir Nila. Donava se dotika papeževega osebnega grba, saj je velika reka najbližje Rimu. In Río de la Plata sedi na kupu kovancev, simbol bogastva, ki bi ga Amerika lahko ponudila Evropi (beseda plata v španščini pomeni 'srebro'). Podoba Río de la Plata je videti tudi prestrašena s kačo, kar kaže na strah bogatašev, da bi jim lahko ukradli denar. Vsak rečni bog, pol-ležeč, je v strahu nad osrednjim stolpom, ki ga ponazarja tanek egipčanski obelisk, ki simbolizira papeško moč, na vrhu katerega je simbol Pamphilj (golob). Poleg tega je vodnjak na ogled v krogu, spektakel akcije, ob katerem se lahko sprehaja. Voda teče in brizga iz nazobčane in prebodene skalne gmote iz travertina. Legenda, ki je pogosta pri turističnih vodnikih, je ta, da je Bernini postavil pokrito reko Rio de la Plata, kot da bi se kip bal njegovega tekmeca Borrominija pred fasado cerkve Sant'Agnese; v resnici je bil vodnjak dokončan nekaj let, preden je Borromini začel delati na cerkvi.
Obelisk iz asuanskega granita ima zanimivo zgodovino. Povezan je s cesarjem Domicijanom, prvotno pa naj bi izviral iz Serapeuma, ki ga je cesar obnovil leta 80. n. št.. Vendar pa je prav tako verjetno, da je obelisk izviral iz templja gens Flavia na kvirinalskem griču, ki ga je zgradil Domicijan, posvečen njegovemu družinskemu kultu. Hieroglifski napisi na obelisku so bili rimskega avtorja, ki so hvalili Domicijana in poveličana cesarja Vespazijana in Tita Flavija, po možnosti ob obnovi. V 4. stoletju je bil obelisk premeščen v cirkus cesarja Maksencija, ki je bil med cerkvijo sv. Boštjana in mavzolejem Cecilije Metella ob Apijevi cesti, kjer so ga našli in ga preselili k vodnjaku. Cirkus - kot tudi bližnja vila in mavzolej - naj bi bil najprej pripisani cesarju Karakali, vse do izkopavanj, ki jih je leta 1825 izvedel Antonio Nibby, v katerem je bil najden napis, ki označuje lastništvo lokacije. Na vsakem od štirih stranic obeliska je tablica s Kircherjevim prevodom hieroglifov v latinico.
Na Berninijevo zasnovo je vplivala zasnova Spomenika štirih barij (Monumento dei Quattro mori) v Livornu, nanj pa je lahko vplival tudi vodnjak v kraju Marino v Laciju, ki je bil zgrajen v spomin na poraz Osmanov pri Lepantu leta 1571. Ta vodnjak je bil navdih Francescu Robbi (1698–1757) za Robbov vodnjak, ki stoji (od leta 2006 kot replika) na Mestnem trgu v Ljubljani, glavnem mestu Slovenije. Je eden najbolj prepoznavnih simbolov mesta.
Zaradi dinamičnega zlitja arhitekture in kiparstva je bil ta vodnjak revolucionaren v primerjavi s prejšnjimi rimskimi projekti, na primer s podstavki Acqua Felice in Paola, delo Domenica Fontana na trgu Piazza San Bernardo (1585–87) ali običajno okrašenimi geometrijskimi cvetličnimi bazeni pod vodnim curkom, kot je Fontanina na trgu Piazza Campitelli (1589) avtorja Giacoma della Porta. Simon Schama pravi: »Takrat je bil to zagotovo največji vodni spektakel v katerem koli urbanem prostoru v Evropi.«

## Odkritje
Vodnjak štirih rek je bil predstavljen prebivalcem Rima 12. junija 1651. Po poročilu iz tistega časa [7] je bil organiziran dogodek, ki je pritegnil ljudi na trg Piazza Navona. Pred tem je leseni oder, prekrit z zavesami, zakrival vodnjak, čeprav verjetno ne obeliska, kar bi ljudem dalo idejo, da se nekaj gradi, vendar natančne podrobnosti niso znane. Ko bo odkrit, bi bila vidna polna veličastnost vodnjaka, ki so ga praznovanja namenila oglaševanju. Festival je plačala družina Pamphilj, natančneje, Inocenc X., ki je sponzoriral postavitev vodnjaka. Z najbolj vpadljivim predmetom na grbu Pamphiljev, oljčno vejo, so mahali nastopajoči, ki so sodelovali na dogodku.
Avtor poročila Antonio Bernal bralce popelje skozi ure pred razkritjem. Praznovanja je napovedala ženska, oblečena v alegorični lik Fame, ki se je na kočijah ali splavu sprehajala po ulicah Rima. Bila je razkošno oblečena, s krili, pritrjenimi na hrbet, in z dolgo trobento v roki. Bernal ugotavlja, da je »milostno šla po vseh ulicah in vseh okrožjih, ki jih najdemo med sedmimi rimskimi griči, pogosto je zapihala okroglo bronasto trobento in vsakogar pozvala, naj se poda na tisti znameniti trg«. Sledila ji je druga kočija; v njej je bila druga ženska oblečena kot alegorična figura Radovednosti. Po poročilu je ljudi še naprej opominjala, naj gredo proti trgu. Bernal opisuje šumenje in hrup ljudi, ko so razpravljali o prihajajočem dogodku.
Poročilo je pravzaprav manj podrobno o postopku javnega odkritja vodnjaka. Vseeno pa daje obsežne opise odzivov gledalcev, ki so se zbrali na trgu. Bernal ugotavlja, da so tamkajšnje prebivalce presenetili ogromen vodnjak z ogromnimi figurami v naravni velikosti. Poročilo omenja »zanesene duše«' prebivalstva, vodnjak, ki »izžareva bogastvo srebrnih zakladov«, kar v gledalcih povzroča "ne malo čudenja«. Bernal nato še naprej opisuje vodnjak, pri čemer se nenehno sklicuje na navidezni naturalizem figur in njegov osupljiv učinek na tiste na trgu.
Prebivalci Rima so nasprotovali izdelavi vodnjaka iz več razlogov. Prvič, vodnjak je bil zgrajen na javne stroške med močno lakoto 1646–48. Med gradnjo fontane je mesto ropotalo in v zraku je bilo govora o nemirih. Pisci paskvil so septembra 1648 protestirali proti gradnji vodnjaka tako, da so na kamnite bloke, uporabljene za izdelavo obeliska, pritrdili ročno napisane zmerljivke. Ti paskvili se glasijo: »Ne želimo obeliskov in vodnjakov, kruh je, ki ga želimo. Kruh, kruh, kruh!« Avtorje so nedolžno hitro aretirali in preoblečeni vohuni so patruljirali nad kipom in Piazza Navona.
Tudi ulični prodajalci na trgu so nasprotovali gradnji vodnjaka, saj jih je Inocenc X. izgnal s trga. Papež Pamphilij je verjel, da odvračajo od veličastnosti trga. Prodajalci se niso hoteli premakniti, s trga jih je morala pregnati papeška policija. Zlasti rimski Judje so obžalovali zaprtje Navone, saj so tam na sredini tržnici lahko prodajali rabljena oblačila.